# Coryphoideae
Phân họ Cọ lá buôn (danh pháp khoa học: Coryphoideae) là một phân họ thực vật có hoa thuộc họ Cau (Arecaceae).

## Phân loại
GRIN chia phân họ này ra thành các tông và phân tông như sau:
- Borasseae
  - Hyphaeninae
  - Lataniinae
- Caryoteae
- Chuniophoeniceae
- Corypheae
- Cryosophileae
- Phoeniceae
- Sabaleae
- Trachycarpeae
  - Livistoninae
  - Rhapidinae

## Hình ảnh

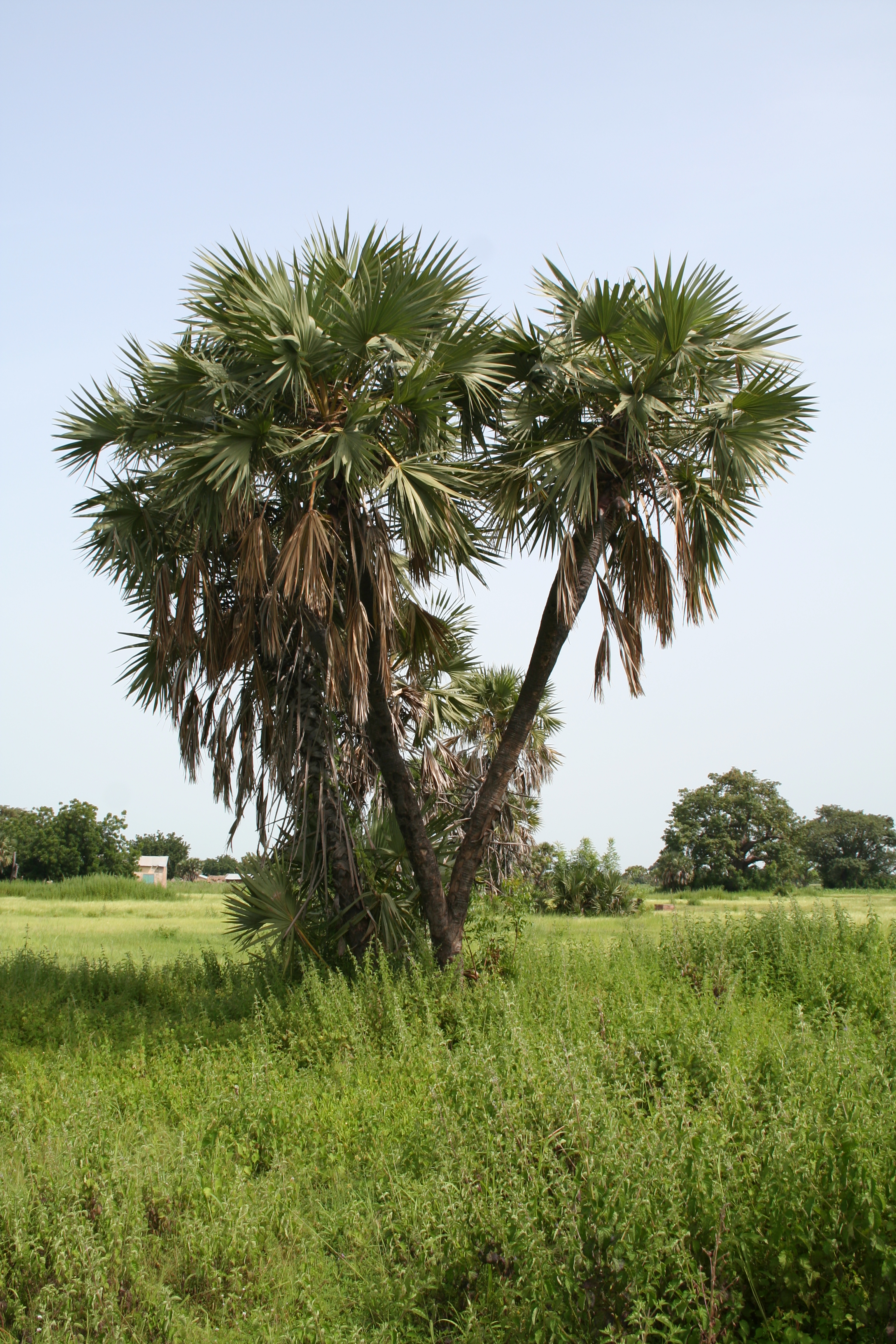
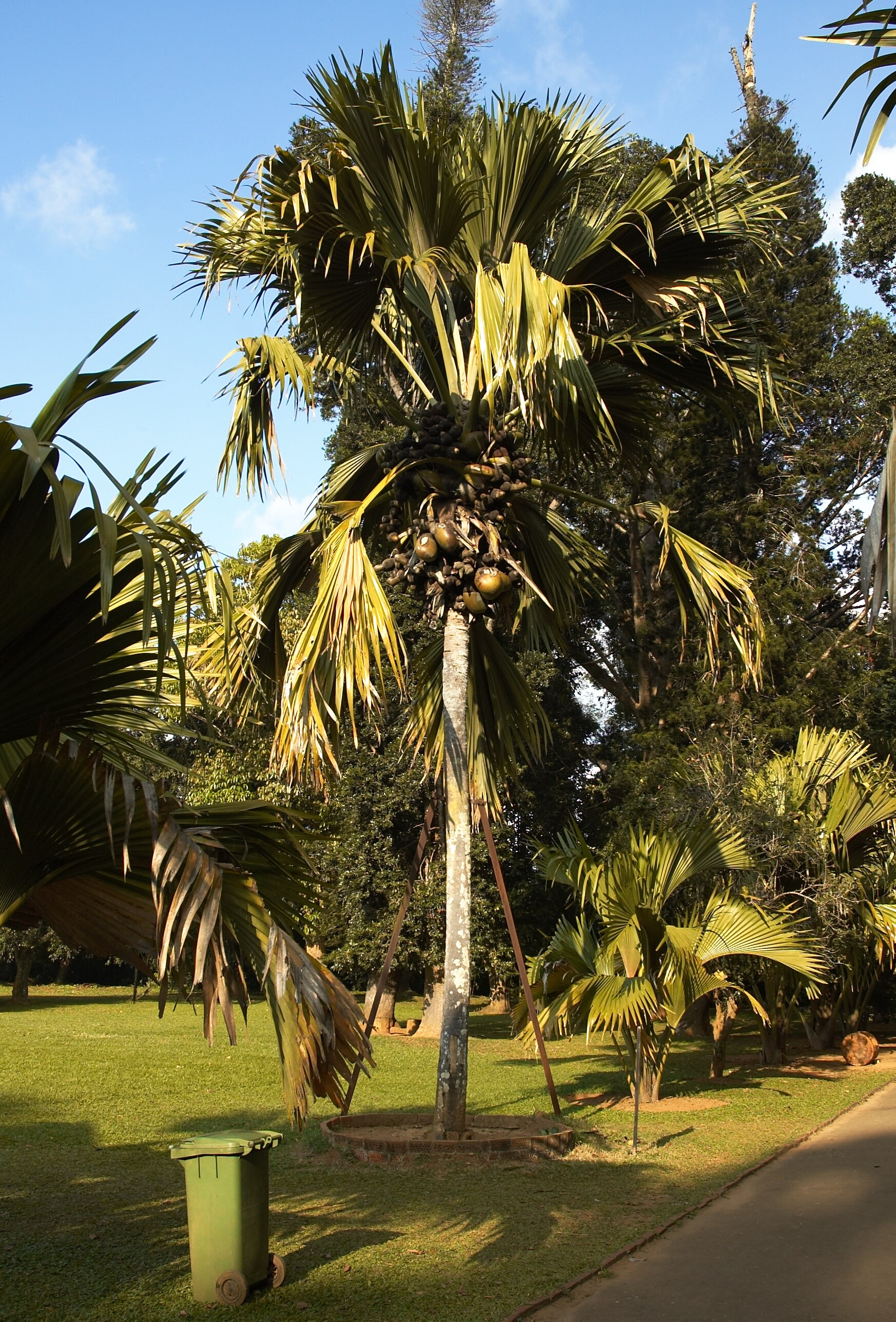
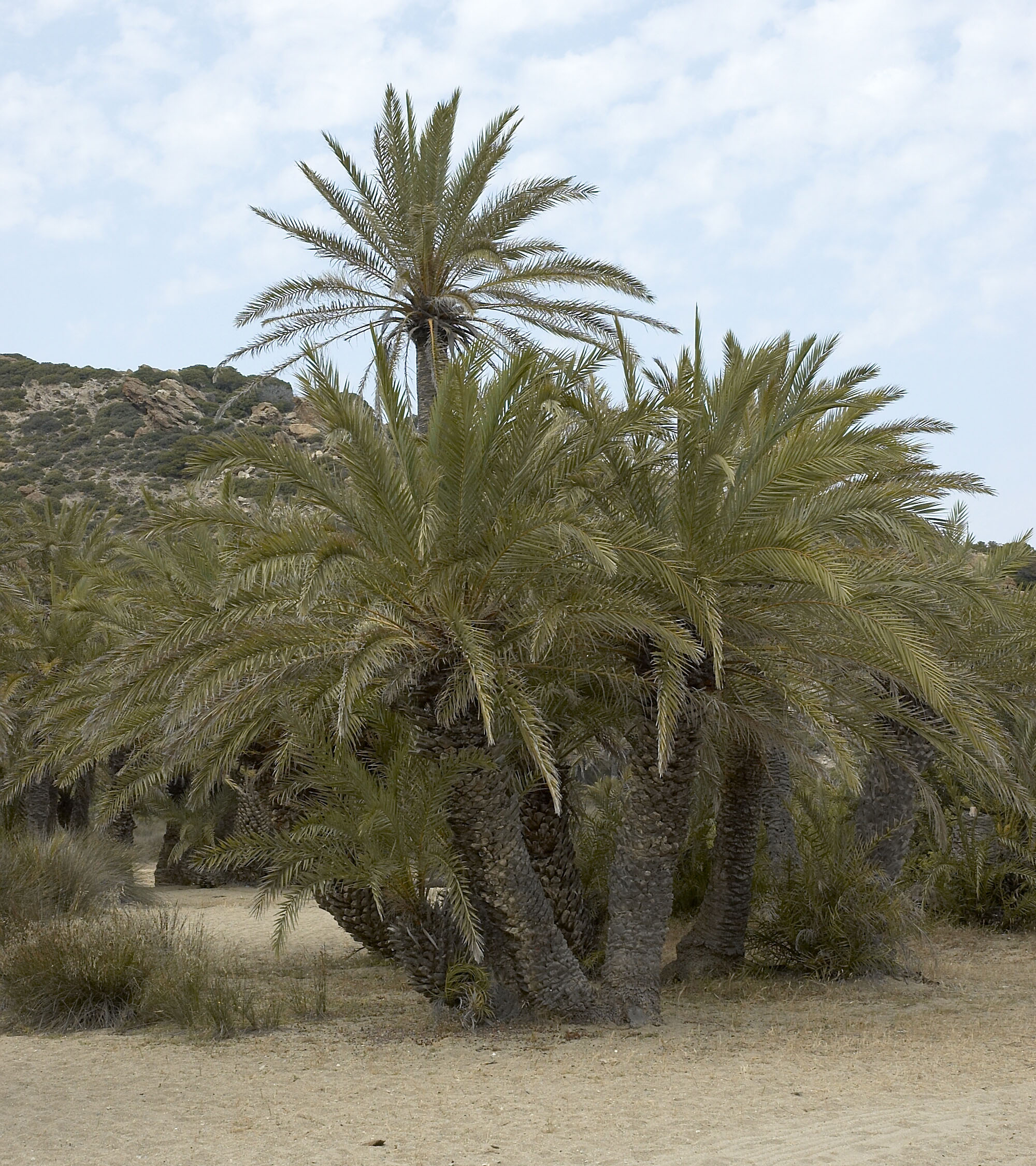
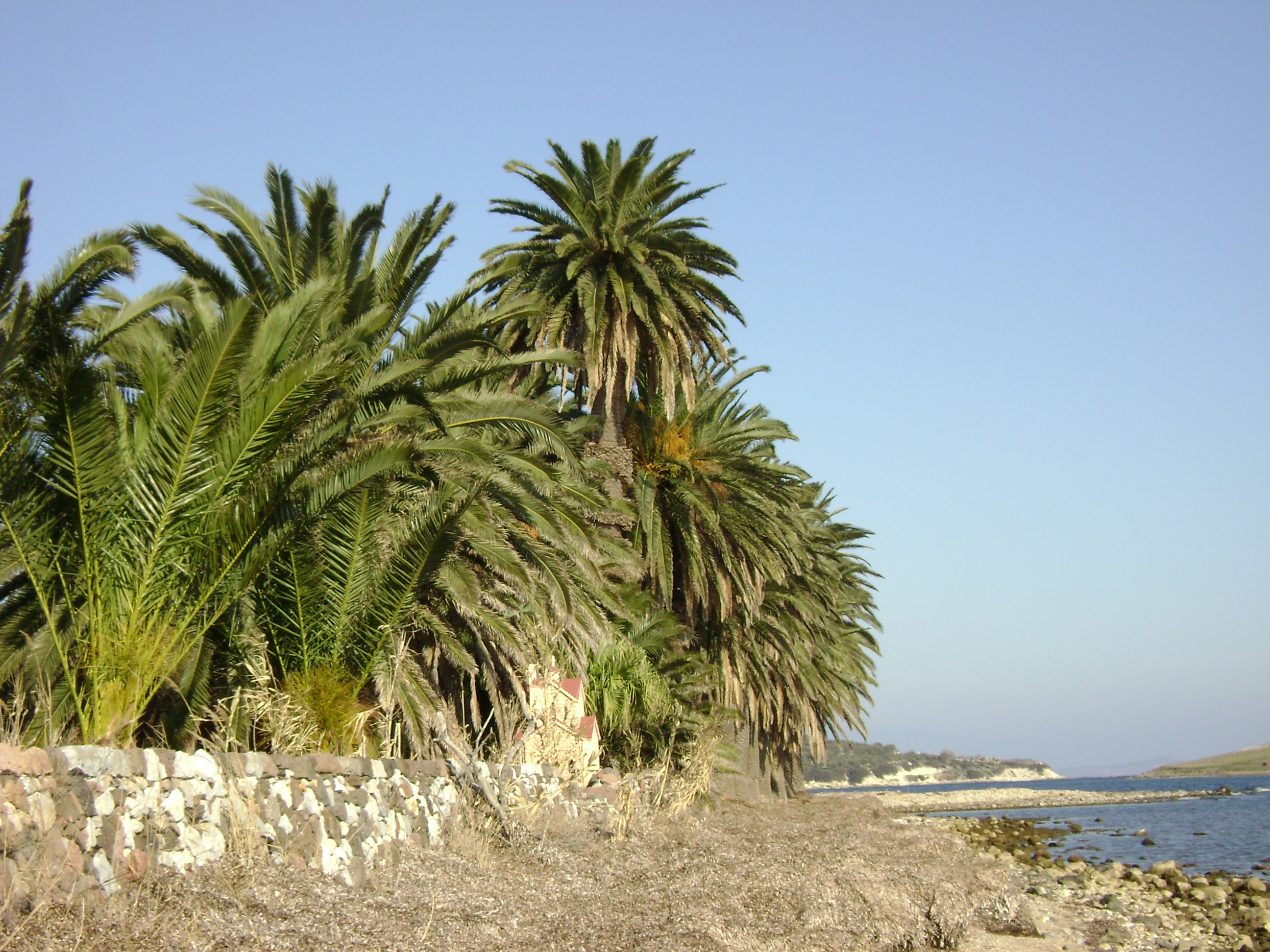